# Henriette d'Angeville
Pour l’article homonyme, voir Angeville.
Henriette d'Angeville, née le 10 mars 1794 à Semur-en-Auxois et morte le 13 janvier 1871 à Lausanne, plus connue sous le nom de « Mademoiselle d'Angeville, la fiancée du mont Blanc », est une alpiniste franco-suisse. Elle est la deuxième femme à gravir le mont Blanc. Vers la fin de sa vie, elle s'intéresse à la spéléologie et aurait fondé un musée de minéralogie à Lausanne.

## Biographie

### Famille et jeunesse
Lors de la Révolution française, le père d'Henriette est fait prisonnier et son grand-père est guillotiné. Elle est la sœur d'Adolphe d'Angeville. La famille d'Angeville s'installe à Hauteville-Lompnes, dans le Bugey, dans le département de l'Ain. Dès l'âge de 10 ans, Henriette se lance dans l'ascension de quelques sommets calcaires dans les alentours du Bugey.

### L'ascension du mont Blanc

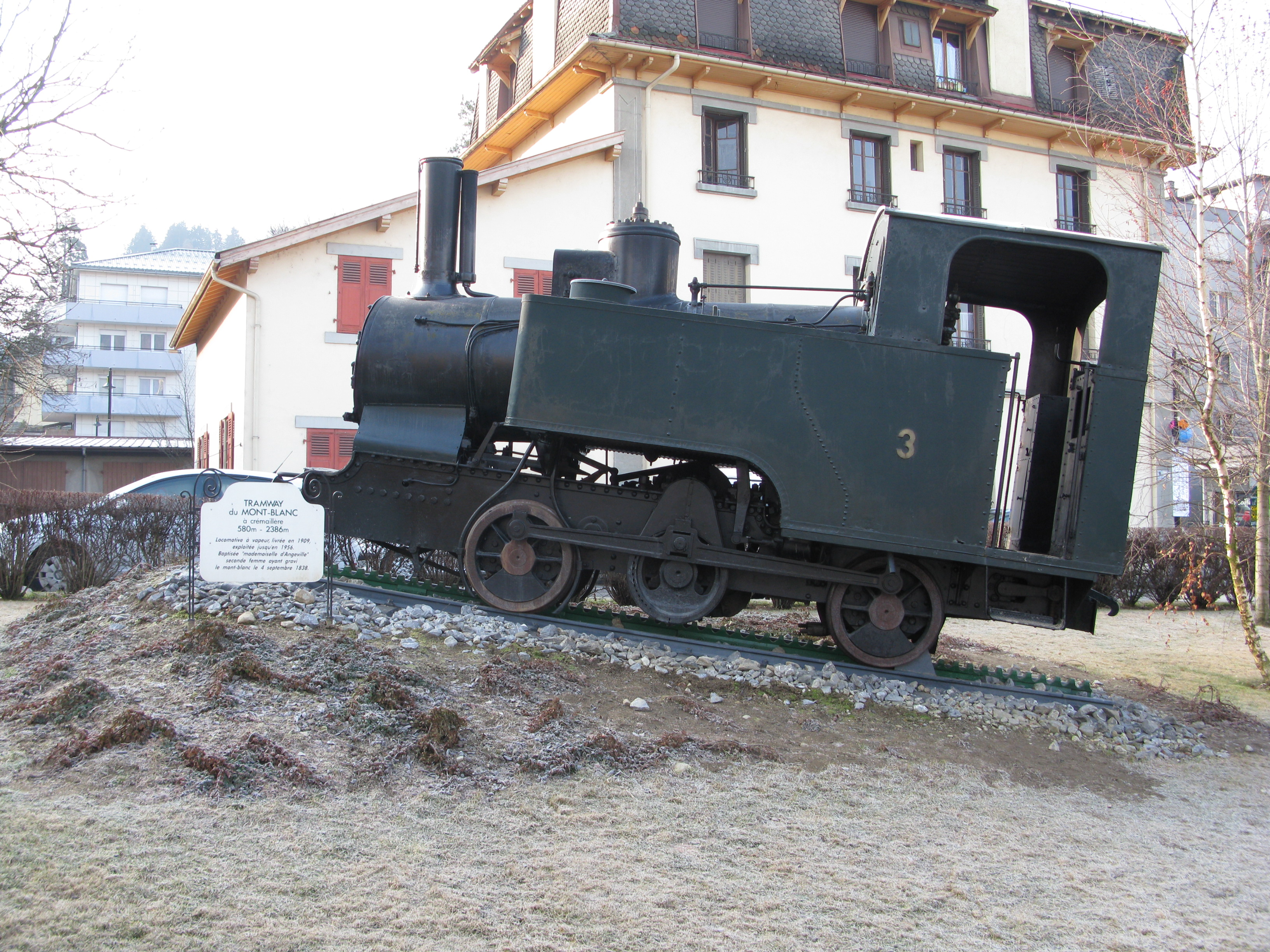
Une des locomotives du tramway du Mont-Blanc baptisée « Mademoiselle d'Angeville ».

Henriette d'Angeville, vivant à Genève, rêve depuis longtemps de gravir le mont Blanc lorsqu'elle entame de minutieux préparatifs et se fait confectionner une toilette spéciale et saugrenue, mais respectant « la décence », qu'elle dessine elle-même, inspirée par les tenues de chasse des hommes : l'ensemble est composé, entre autres, d'un pantalon droit, mais semblant bouffant, de guêtres, d'un manteau cintré et d'un canotier-cagoule isolant. Elle est considérée comme la première alpiniste en pantalon, alors que jusque-là, les femmes montaient en jupe. 
Parvenue au sommet le 3 septembre 1838 en compagnie de douze guides et porteurs, elle devient à l'âge de 44 ans la deuxième femme à gravir le mont Blanc, trente ans après Marie Paradis. Pour son exploit, elle est désormais surnommée « la fiancée du mont Blanc ». En 1838, Marie Paradis participe à la réception donnée par Henriette d'Angeville après son retour et lui confie en la félicitant qu'elle la considère comme la première véritable femme alpiniste à monter au sommet du mont Blanc. Effectivement, Henriette d'Angeville est la première femme à faire l'ascension jusqu'au sommet sans se faire aider physiquement.

### La carrière d'alpiniste et de spéléologue
Célibataire et sans enfants, elle continue sa carrière d'alpiniste pendant encore 25 ans. Issue d'une famille aisée, elle dispose d'un héritage qui lui permet de vivre sa passion pour la montagne. Sa dernière grande course est l'ascension de l'Oldenhorn dans les Diablerets (Alpes vaudoises) qu'elle réalise en 1863, à l'âge de 69 ans. Établie durant plusieurs années dans le gros village de Ferney-Voltaire (pays de Gex), elle s'installe en 1862 à Lausanne où elle passe les dernières années de sa vie,. Elle s'y intéresse à la spéléologie et y aurait fondé un musée de minéralogie ; pourtant, aucun document ne l'atteste,.

### Mort
Elle meurt le 13 janvier 1871 à l'âge de 76 ans à Lausanne.

### Le Carnet vert
Dans son texte, elle explique écrire son histoire à cause de son genre, décrivant comment les ressentis des femmes peuvent différer de ceux des hommes et insiste sur l'aspect extraordinaire de son expérience en tant que femme. Elle fait plusieurs fois référence à Marie Paradis, une paysanne, considérant que bien qu'elle soit la première femme à avoir grimpé le Mont Blanc, elle est plus capable de comprendre ses ressentis qu'une paysanne, car venant de l'aristocratie. Par son récit, elle remet en cause les stéréotypes sociaux, bien qu'elle n'hésite pas à les « utiliser » pour justifier certaines de ses actions.
En 2007, le Conseil général de la Haute-Savoie a pu acheter 18 de ses dessins au crayon, au sépia ou à l'aquarelle, qui illustrent les différentes étapes de l'ascension. Ils ont une grande valeur historique et ethnographique, tant pour l'histoire de la conquête des cimes que pour celle de l'émancipation féminine par l'écriture et par le sport.[réf. nécessaire]